# Christophe-Gabriel Allegrain
Christophe-Gabriel Allegrain (Parigi, 1710 – Parigi, 1795) è stato uno scultore francese.
Figlio di Gabriel Allegrain (anch'egli scultore), fu allievo e assistente del celebre scultore Jean-Baptiste Pigalle.
Fu il principale scultore-decoratore del castello di Louveciennes, per il quale scolpì una magnifica Venere.

## Biografia
Nipote di Étienne Allegrain (1650 circa-1733), un pittore di paesaggi, e figlio di Gabriel Allegrain (1680 circa-1733), anche lui un membro dell'Accademia, Christophe-Gabriel Allegrain era il cognato e il collaboratore dello scultore Jean-Baptiste Pigalle. Egli divenne uno scultore del re e un membro dell'Accademia reale di pittura e di scultura, della quale fu rettore e preside.
Agli inizi del secolo diciottesimo, Christophe-Gabriel Allegrain si stabilì a Parigi, nel quartiere del Marais, lungo la rue du Rempart (oggi rue Meslay), dove fondò il suo studio dove sorgevano gli antichi bastioni di Filippo Augusto e di Carlo V. Tra gli artisti che allora possedevano il proprio studio in questa strada c'erano lo scultore Robert Le Lorrain, come pure Jean-Baptiste Pigalle, il suo collaboratore, del quale sposò la sorella Geneviève Charlotte Pigalle (1713-avant 1744).
Succeduto a Lambert-Sigisbert Adam (1700-1759), venne nominato professore di scultura all'accademia reale di pittura e di scultura il 7 luglio del 1759 e venne sostituito da Louis Jean-Jacques Durameau nel 1781.

## Opere
- Parigi, museo del Louvre:

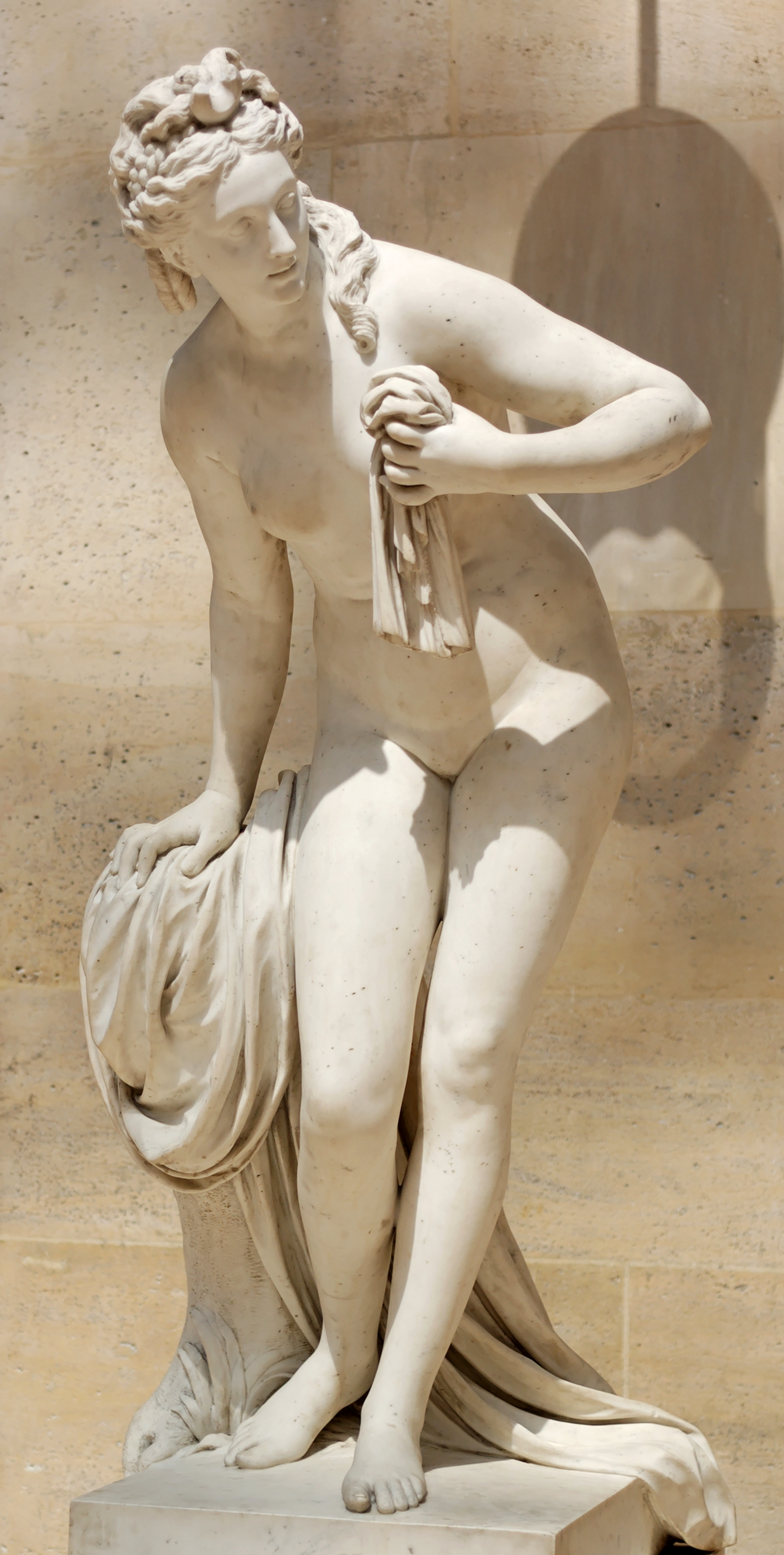
Diana al bagno (1778), museo del Louvre

  - Venere al bagno, Salon de 1767, statua in marmo;[4]
  - Diana al bagno, 1778, statua in marmo;[5]
  - Georges Gougenot et sa femme, 1767, attribuito a Allegrain, medaglione;
  - San Paolo, statua in marmo, destinata alla cattedrale di San Luigi degli Invalidi, fu terminata da Louis-Philippe Mouchy.
- Sèvres, museo nazionale della ceramica:
  - La Batteuse de beurre, porcellana di Sèvres realizzata da Jean-Baptiste Defernex da una statua di pietra di Allegrain, scolpita da un disegno di François Boucher per decorare la latteria del castello di Crécy di Madame de Pompadour negli anni 1750.[6]